# Паэс, Кендри
Рэй Ке́ндри Па́эс Андра́де (исп. Ray Kendry Páez Andrade; род. 4 мая 2007, Гуаякиль) — эквадорский футболист, атакующий полузащитник английского клуба «Челси» и сборной Эквадора. Выступает на правах аренды за французский «Страсбур».

## Клубная карьера
Воспитанник «Индепендьенте дель Валье», в возрасте 15 лет Паэс впервые стал тренироваться с основным составом клуба. В 2022 году после юношеского турнира в Зальцбурге он привлёк внимание многих европейских клубов. 25 февраля 2023 года Кендри Паэс дебютировал за «Индепендьенте дель Валье» в эквадорской Серии А, выйдя в стартовом составе на матч против клуба «Мушук Руна». В том матче он также забил свой первый гол в профессиональной карьере.
5 июня 2023 года английский клуб «Челси» объявил о трансфере Кендри Паэса, который присоединился к команде летом 2025 года после того, как ему исполнилось 18 лет.

## Карьера в сборной
Выступал за сборные Эквадора до 17 и до 20 лет. В июне 2023 года впервые получил вызов в основную сборную Эквадора.

## Статистика выступлений

### Матчи и голы за сборную
| Матчи и голы Кендри Паэса за сборную Эквадора | Матчи и голы Кендри Паэса за сборную Эквадора | Матчи и голы Кендри Паэса за сборную Эквадора | Матчи и голы Кендри Паэса за сборную Эквадора | Матчи и голы Кендри Паэса за сборную Эквадора | Матчи и голы Кендри Паэса за сборную Эквадора |
| №                                             | Дата                                          | Оппонент                                      | Счёт                                          | Голы                                          | Соревнование                                  |
| --------------------------------------------- | --------------------------------------------- | --------------------------------------------- | --------------------------------------------- | --------------------------------------------- | --------------------------------------------- |
| 1                                             | 11 сентября 2023                              | Уругвай                                       | 2:1                                           | —                                             | Отборочные матчи ЧМ-2026                      |
| 2                                             | 12 октября 2023                               | Боливия                                       | 2:1                                           | 1                                             | Отборочные матчи ЧМ-2026                      |
| 3                                             | 17 октября 2023                               | Колумбия                                      | 0:0                                           | —                                             | Отборочные матчи ЧМ-2026                      |
| 4                                             | 15 ноября 2023                                | Венесуэла                                     | 0:0                                           | —                                             | Отборочные матчи ЧМ-2026                      |
| 5                                             | 21 ноября 2023                                | Чили                                          | 1:0                                           | —                                             | Отборочные матчи ЧМ-2026                      |
| 6                                             | 24 марта 2024                                 | Италия                                        | 0:2                                           | —                                             | Товарищеский матч                             |
| 7                                             | 9 июня 2024                                   | Аргентина                                     | 0:1                                           | —                                             | Товарищеский матч                             |
| 8                                             | 12 июня 2024                                  | Боливия                                       | 3:1                                           | —                                             | Товарищеский матч                             |
| 9                                             | 16 июня 2024                                  | Гондурас                                      | 2:1                                           | —                                             | Товарищеский матч                             |

Итого: 9 матчей / 1 гол; 5 побед, 2 ничьи, 2 поражения.